# Houghton Regis
Houghton Regis è una cittadina di 17 000 abitanti della contea del Bedfordshire, in Inghilterra.